# Fußball-Club Bayern München 2018-2019 (femminile)
Questa voce raccoglie le informazioni riguardanti la sezione di calcio femminile del Fußball-Club Bayern München nelle competizioni ufficiali della stagione 2018-2019.

## Stagione
Il Bayern Monaco, con la squadra affidata nuovamente alla direzione tecnica di Thomas Wörle, coadiuvato dal suo vice Roman Langer, decide di confermare sostanzialmente la rosa della stagione precedente, limitando le transazioni durante la sessione estiva di calciomercato a portiere, con la cinese Wang Fei in partenza per la Svezia dopo aver firmato per il Limhamn Bunkeflo, reparto difensivo e centrocampo: in particolare si sottolinea la trattativa con il Friburgo che vede il passaggio di due calciatrici da una all'altra squadra, con le due centrocampiste Lena Lotzen e Verena Wieder in uscita e il portiere Laura Benkarth e centrocampista Lina Magull in entrata. La squadra dovrà fare a meno di Melanie Behringer, importante pedina del reparto centrale, in rosa dall'inizio del campionato ma che, a causa di un grave incidente a un ginocchio, non riesce a ristabilirsi, tanto da indurla a ritirarsi dall'attività agonistica a fine stagione, reparto che dalla sessione invernale di calciomercato vede il trasferimento anche della nazionale danese Simone Boye Sørensen che lascia la squadra per le campionesse di Svezia 2019 del Rosengård.
Durante la stagione 2018-2019, per le partite interne la squadra ha utilizzato due impianti, entrambi a Monaco di Baviera, affiancando al Grünwalder Stadion, o più correttamente Stadion an der Grünwalder Straße, l'FC Bayern Campus, complesso utilizzato dalla società anche per gli incontri delle sue sezioni giovanili maschili.
Nella stagione 2018-2019 il Bayern Monaco ha disputato la Frauen-Bundesliga, massima serie del campionato tedesco femminile di calcio, totalizzando 55 punti in 22 giornate, frutto di 17 vittorie, 4 pareggi e una sconfitta, concludendo al secondo posto in campionato a 4 punti dal Wolfsburg, risultato che permette alla squadra di partecipare alla successiva edizione di UEFA Women's Champions League.
In Coppa di Germania (DFB-Pokal der Frauen) la squadra, entrata come da regolamento al secondo turno, dopo aver superato Jena (3-0), Werder Brema agli ottavi (3-0) e 1. FFC Francoforte ai quarti (3-1), viene eliminata dal Wolfsburg in semifinale, vincitrice dell'incontro con il risultato di 4-0. 
Il percorso in Champions League vede la squadra, entrata nel torneo dai sedicesimi di finale, superare agevolmente le campionesse serbe dello Spartak Subotica, proseguendo il percorso battendo le svizzere dello Zurigo agli ottavi e le ceche dello Slavia Praga ai quarti, interrompendo la corsa alla conquista del torneo in semifinale, dove è stato eliminato dalle spagnole del Barcellona: dopo aver perso l'incontro casalingo all'andata per 1-0, la squadra Blaugrana si aggiudica con lo stesso risultato anche la partita di ritorno accedendo per la prima volta nella sua storia sportiva alla finale del torneo.
Bomber della squadra risulta essere Mandy Islacker, alla sua seconda stagione con la squadra bavarese, con 15 reti totali siglate tra campionato, Coppa e Champions League, mentre in campionato è la centrocampista offensiva Sara Däbritz a ottenere il maggior numero di centri, 13, seguita da Islacker (12) e dalla svedese Fridolina Rolfö (8).

## Maglie e sponsor
La tenuta di gioco è la stessa utilizzata dalla squadra maschile.
|  | Casa | Trasferta | Terza divisa |

## Organigramma societario
Area tecnica
- Allenatore: Thomas Wörle
- Vice allenatore: Roman Langer

## Rosa
Rosa, ruoli e numeri di maglia tratti dal sito della federcalcio tedesca.
| N. |                        | Ruolo | Calciatrice          |
| -- | ---------------------- | ----- | -------------------- |
| 1  | Germania (bandiera)    | P     | Laura Benkarth       |
| 2  | Stati Uniti (bandiera) | D     | Gina Lewandowski     |
| 3  | Danimarca (bandiera)   | C     | Simone Boye Sørensen |
| 4  | Germania (bandiera)    | D     | Kristin Demann       |
| 6  | Paesi Bassi (bandiera) | A     | Lineth Beerensteyn   |
| 7  | Germania (bandiera)    | C     | Melanie Behringer    |
| 8  | Germania (bandiera)    | C     | Melanie Leupolz      |
| 9  | Serbia (bandiera)      | A     | Jovana Damnjanović   |
| 10 | Paesi Bassi (bandiera) | C     | Jill Roord           |
| 11 | Rep. Ceca (bandiera)   | A     | Lucie Voňková        |
| 12 | Germania (bandiera)    | C     | Sydney Lohmann       |
| 14 | Svezia (bandiera)      | A     | Fridolina Rolfö      |
| 16 | Germania (bandiera)    | C     | Lina Magull          |

| N. |                        | Ruolo | Calciatrice          |
| -- | ---------------------- | ----- | -------------------- |
| 17 | Germania (bandiera)    | D     | Kathrin Hendrich     |
| 18 | Slovacchia (bandiera)  | C     | Dominika Škorvánková |
| 19 | Austria (bandiera)     | D     | Carina Wenninger     |
| 20 | Germania (bandiera)    | D     | Leonie Maier         |
| 21 | Germania (bandiera)    | C     | Simone Laudehr       |
| 22 | Germania (bandiera)    | D     | Verena Schweers      |
| 23 | Germania (bandiera)    | A     | Mandy Islacker       |
| 27 | Germania (bandiera)    | C     | Anna Gerhardt        |
| 28 | Paesi Bassi (bandiera) | P     | Jacintha Weimar      |
| 29 | Germania (bandiera)    | A     | Nicole Rolser        |
| 31 | Austria (bandiera)     | P     | Manuela Zinsberger   |
| 33 | Germania (bandiera)    | C     | Sara Däbritz         |
| 38 | Germania (bandiera)    | C     | Kristin Kögel        |

## Calciomercato

### Sessione estiva
| Acquisti | Acquisti         | Acquisti           | Acquisti |
| R.       | Nome             | da                 | Modalità |
| -------- | ---------------- | ------------------ | -------- |
| P        | Laura Benkarth   | Friburgo           |          |
| D        | Kathrin Hendrich | 1. FFC Francoforte |          |
| C        | Lina Magull      | Friburgo           |          |

| Cessioni | Cessioni              | Cessioni         | Cessioni   |
| R.       | Nome                  | a                | Modalità   |
| -------- | --------------------- | ---------------- | ---------- |
| P        | Wang Fei              | Limhamn Bunkeflo | svincolata |
| D        | Viktoria Schnaderbeck | Arsenal          |            |
| C        | Lena Lotzen           | Friburgo         |            |
| C        | Verena Wieder         | Friburgo         |            |

### Sessione invernale
| Acquisti | Acquisti      | Acquisti  | Acquisti |
| R.       | Nome          | da        | Modalità |
| -------- | ------------- | --------- | -------- |
| C        | Boye Sørensen | Rosengård |          |

| Cessioni | Cessioni | Cessioni | Cessioni |
| R.       | Nome     | a        | Modalità |
| -------- | -------- | -------- | -------- |
|          |          |          |          |

## Risultati

### Frauen-Bundesliga

#### Girone di andata
| Arbitro: | Heimann (Gladbeck) |

|         |           | |
| Wich 9’ | Marcatori | 12’ Däbritz 29’ Roord 43’ Islacker 54’ Lohmann 61’ Däbritz 66’ Schweers 71’ (rig.) Magull 78’ Maier 80’ Rolser 87’ (aut.) Ringsing |

| Arbitro: | Derlin (Bad Schwartau) |

|                                               |           |  |
| Magull 43’ (rig.), 59’ Roord 50’ Islacker 87’ | Marcatori |  |

| Arbitro: | Kunkel (Amburgo) |

|                                                                 |           |  |
| Pajor 17’, 73’, 89’ Harder 29’ (rig.) Popp 55’ Faißt 56’ (aut.) | Marcatori |  |

| Arbitro: | Wacker (Marbach am Neckar) |

|                          |           |          |
| Islacker 34’ Däbritz 75’ | Marcatori | 82’ Rall |

| Arbitro: | Michel (Gau-Odernheim) |

|              |           |            |
| Dieckmann 3’ | Marcatori | 18’ Rolser |

| Arbitro: | Weigelt (Lipsia) |

|                                       |           |             |
| Roord 39’ Beerensteyn 66’ Däbritz 83’ | Marcatori | 12’ Matheis |

| Arbitro: | Stolz (Pritzwalk) |

|  |           |                       |
|  | Marcatori | 64’ Däbritz 86’ Rolfö |

| Arbitro: | Wildfeuer (Lubecca) |

|              |           |            |
| Islacker 38’ | Marcatori | 71’ Burger |

| Arbitro: | Duske (Leverkusen) |

|                                        |           |             |
| Däbritz 6’ Islacker 55’, 76’ Rolfö 84’ | Marcatori | 85’ Volkmer |

| Arbitro: | Westerhoff (Bochum) |

|          |           |                                |
| Beck 17’ | Marcatori | 19’ Hendrich 90+2’ Lewandowski |

| Arbitro: | Joos (Leinfelden-Echterdingen) |

|                                                                                         |           |  |
| Damnjanović 9’, 29’ Lohmann 12’ Däbritz 19’, 26’, 40’ Roord 24’ Magull 83’ Islacker 85’ | Marcatori |  |

#### Girone di ritorno
| Arbitro: | Weigelt (Lipsia) |

|                                                                                        |           |  |
| Islacker 30’, 34’, 60’ Magull 48’ Däbritz 57’ Schweers 65’ Beerensteyn 77’ Rolfö 90+1’ | Marcatori |  |

| Arbitro: | Kunkel (Amburgo) |

|  |           |                                          |
|  | Marcatori | 46’ Magull 62’, 68’ Islacker 63’ Däbritz |

| Arbitro: | Wozniak (Herne) |

|                                                            |           |                       |
| Wenninger 20’ Lewandowski 40’ Peter 64’ (aut.) Rolfö 90+1’ | Marcatori | 71’ Fischer 77’ Pajor |

| Arbitro: | Westerhoff (Bochum) |

|  |           |             |
|  | Marcatori | 25’ Laudehr |

| Arbitro: | Wacker (Marbach am Neckar) |

|                                                                 |           |  |
| Škorvánková 11’ Beerensteyn 20’ Däbritz 35’ Rolfö 68’ Roord 79’ | Marcatori |  |

| Arbitro: | Kunkel (Amburgo) |

|  |           |                                 |
|  | Marcatori | 48’ Roord 51’ Rolfö 74’ Lohmann |

| Arbitro: | Heimann (Gladbeck) |

|                           |           |                              |
| Damnjanović 33’ Rolfö 90’ | Marcatori | 4’ Schüller 61’ Petzelberger |

| Arbitro: | Biehl (Siesbach) |

|            |           |                 |
| Burger 22’ | Marcatori | 30’ Lewandowski |

| Arbitro: | Wildfeuer (Lubecca) |

|  |           |               |
|  | Marcatori | 90+2’ Voňková |

| Arbitro: | Stolz (Pritzwalk) |

|                                       |           |  |
| Rolfö 54’, 86’ Kirchberger 56’ (aut.) | Marcatori |  |

| Arbitro: | Appelmann (Alzey) |

|  |           |                                                       |
|  | Marcatori | 40’ Däbritz 70’, 90’ Damnjanović 84’ Magull 87’ Roord |

### DFB-Pokal der Frauen
| Arbitro: | Schwermer (Rieder) |

|  |           |                                           |
|  | Marcatori | 15’ Roord 53’ Lewandowski 77’ Damnjanović |

| Arbitro: | Wozniak (Herne) |

|                                      |           |  |
| Roord 2’ Lohmann 70’ Beerensteyn 84’ | Marcatori |  |

| Arbitro: | Wozniak (Herne) |

|              |           |                                      |
| Freigang 45’ | Marcatori | 20’ Magull 37’ Rolfö 87’ Damnjanović |

| Arbitro: | Wacker (Marbach am Neckar) |

|  |           |                                             |
|  | Marcatori | 25’ Graham Hansen 31’, 66’ Harder 53’ Pajor |

### UEFA Champions League
| Arbitro: | Tess Olofsson |

|  |           |                                                                                               |
|  | Marcatori | 12’ Lewandowski 29’, 39’ Roord 64’ (rig.) Magull 82’ Damnjanović 87’ Demann 90+3’ Beerensteyn |

| Arbitro: | Elvira Nurmustafina |

|                                                         |           |  |
| Beerensteyn 18’ Damnjanović 53’ Magull 55’ Islacker 64’ | Marcatori |  |

| Arbitro: | Sara Persson |

|  |           |                                   |
|  | Marcatori | 12’ (aut.) Herzog 31’ Škorvánková |

| Arbitro: | Petra Pavlíková |

|                                       |           |  |
| Däbritz 42’ Roord 66’ Škorvánková 73’ | Marcatori |  |

| Arbitro: | Rebecca Welch |

|              |           |           |
| Svitková 73’ | Marcatori | 62’ Rolfö |

| Arbitro: | Monika Mularczyk |

|                                                   |           |              |
| Rolfö 24’ Leupolz 33’ Islacker 41’, 55’ Roord 83’ | Marcatori | 77’ Svitková |

| Arbitro: | Jana Adámková |

|  |           |              |
|  | Marcatori | 63’ Hamraoui |

| Arbitro: | Esther Staubli |

|                        |           |  |
| Caldentey 45+2’ (rig.) | Marcatori |  |

## Statistiche

### Statistiche di squadra
| Competizione         | Punti | In casa | In casa | In casa | In casa | In casa | In casa | In trasferta | In trasferta | In trasferta | In trasferta | In trasferta | In trasferta | Totale | Totale | Totale | Totale | Totale | Totale | DR  |
| Competizione         | Punti | G       | V       | N       | P       | Gf      | Gs      | G            | V            | N            | P            | Gf           | Gs           | G      | V      | N      | P      | Gf     | Gs     | DR  |
| -------------------- | ----- | ------- | ------- | ------- | ------- | ------- | ------- | ------------ | ------------ | ------------ | ------------ | ------------ | ------------ | ------ | ------ | ------ | ------ | ------ | ------ | --- |
| Frauen Bundesliga    | 55    | 11      | 9       | 2       | 0       | 45      | 8       | 11           | 8            | 2            | 1            | 30           | 10           | 22     | 17     | 4      | 1      | 75     | 18     | +57 |
| DFB-Pokal der Frauen | -     | 2       | 1       | 0       | 1       | 3       | 4       | 2            | 2            | 0            | 0            | 6            | 1            | 4      | 3      | 0      | 1      | 9      | 5      | +4  |
| Champions League     | -     | 4       | 3       | 0       | 1       | 12      | 2       | 4            | 3            | 0            | 1            | 10           | 2            | 8      | 6      | 0      | 2      | 22     | 4      | +18 |
| Totale               | -     | 17      | 13      | 2       | 2       | 60      | 14      | 17           | 13           | 2            | 2            | 46           | 13           | 34     | 26     | 4      | 4      | 106    | 27     | +79 |

### Andamento in campionato
| Giornata  | 1 | 2 | 3 | 4 | 5 | 6 | 7 | 8 | 9 | 10 | 11 | 12 | 13 | 14 | 15 | 16 | 17 | 18 | 19 | 20 | 21 | 22 |
| --------- | - | - | - | - | - | - | - | - | - | -- | -- | -- | -- | -- | -- | -- | -- | -- | -- | -- | -- | -- |
| Luogo     | T | C | T | C | T | C | T | C | C | T  | C  | C  | T  | C  | T  | C  | T  | C  | T  | C  | T  | T  |
| Risultato | V | V | P | V | N | V | V | N | V | V  | V  | V  | V  | V  | V  | V  | V  | N  | N  | V  | V  | V  |
| Posizione | 1 | 1 | 3 | 2 | 2 | 2 | 2 | 2 | 2 | 2  | 2  | 2  | 2  | 2  | 2  | 2  | 2  | 2  | 2  | 2  | 2  | 2  |

Legenda:

Luogo: C = Casa; T = Trasferta. Risultato: V = Vittoria; N = Pareggio; P = Sconfitta.

### Statistiche delle giocatrici
| Giocatore        | Frauen-Bundesliga | Frauen-Bundesliga | Frauen-Bundesliga | Frauen-Bundesliga | DFB-Pokal der Frauen | DFB-Pokal der Frauen | DFB-Pokal der Frauen | DFB-Pokal der Frauen | Champions League | Champions League | Champions League | Champions League | Totale   | Totale | Totale      | Totale     |
| Giocatore        | Presenze          | Reti              | Ammonizioni       | Espulsioni        | Presenze             | Reti                 | Ammonizioni          | Espulsioni           | Presenze         | Reti             | Ammonizioni      | Espulsioni       | Presenze | Reti   | Ammonizioni | Espulsioni |
| ---------------- | ----------------- | ----------------- | ----------------- | ----------------- | -------------------- | -------------------- | -------------------- | -------------------- | ---------------- | ---------------- | ---------------- | ---------------- | -------- | ------ | ----------- | ---------- |
| L. Beerensteyn   | 19                | 3                 | 3                 | 0                 | 3                    | 1                    | 0                    | 0                    | 7                | 2                | 0                | 0                | 29       | 6      | 3           | 0          |
| M. Behringer     | -                 | -                 | -                 | -                 | -                    | -                    | -                    | -                    | -                | -                | -                | -                | -        | -      | -           | -          |
| L. Benkarth      | 3                 | -1                | 0                 | 0                 | -                    | -                    | -                    | -                    | 2                | -2               | 0                | 0                | 5        | -3     | 0           | 0          |
| S. Boye Sørensen | 7                 | 2                 | 1                 | 0                 | 1                    | 1                    | 0                    | 0                    | 1                | 0                | 0                | 0                | 9        | 3      | 1           | 0          |
| S. Däbritz       | 20                | 13                | 0                 | 0                 | 4                    | 0                    | 0                    | 0                    | 7                | 1                | 1                | 0                | 31       | 14     | 1           | 0          |
| J. Damnjanović   | 14                | 5                 | 3                 | 0                 | 3                    | 2                    | 1                    | 0                    | 6                | 2                | 1                | 0                | 23       | 9      | 5           | 0          |
| K. Demann        | 14                | 0                 | 1                 | 0                 | 2                    | 0                    | 0                    | 0                    | 7                | 1                | 1                | 0                | 23       | 1      | 2           | 0          |
| A. Gerhardt      | 2                 | 0                 | 0                 | 0                 | -                    | -                    | -                    | -                    | 2                | 0                | 0                | 0                | 4        | 0      | 0           | 0          |
| K. Hendrich      | 21                | 1                 | 2                 | 0                 | 3                    | 0                    | 0                    | 0                    | 7                | 0                | 0                | 0                | 31       | 1      | 2           | 0          |
| M. Islacker      | 14                | 12                | 1                 | 0                 | 4                    | 0                    | 0                    | 0                    | 5                | 3                | 0                | 0                | 23       | 15     | 1           | 0          |
| K. Kögel         | -                 | -                 | -                 | -                 | -                    | -                    | -                    | -                    | -                | -                | -                | -                | -        | -      | -           | -          |
| S. Laudehr       | 8                 | 1                 | 2                 | 0                 | 3                    | 0                    | 0                    | 0                    | 4                | 0                | 1                | 0                | 15       | 1      | 3           | 0          |
| M. Leupolz       | 11                | 0                 | 0                 | 0                 | 4                    | 0                    | 0                    | 0                    | 5                | 1                | 1                | 0                | 20       | 1      | 1           | 0          |
| G. Lewandowski   | 11                | 3                 | 1                 | 0                 | 1                    | 1                    | 0                    | 0                    | 4                | 1                | 1                | 0                | 16       | 5      | 2           | 0          |
| S. Lohmann       | 21                | 3                 | 1                 | 0                 | 4                    | 1                    | 0                    | 0                    | 3                | 0                | 0                | 0                | 28       | 4      | 1           | 0          |
| L. Magull        | 17                | 7                 | 1                 | 0                 | 4                    | 1                    | 0                    | 0                    | 8                | 2                | 0                | 0                | 29       | 10     | 1           | 0          |
| L. Maier         | 14                | 1                 | 1                 | 0                 | 1                    | 0                    | 0                    | 0                    | 4                | 0                | 0                | 0                | 19       | 1      | 1           | 0          |
| F. Rolfö         | 16                | 9                 | 0                 | 0                 | 3                    | 1                    | 0                    | 0                    | 6                | 2                | 0                | 0                | 25       | 12     | 0           | 0          |
| N. Rolser        | 7                 | 2                 | 0                 | 0                 | 1                    | 0                    | 0                    | 0                    | 1                | 0                | 0                | 0                | 9        | 2      | 0           | 0          |
| J. Roord         | 19                | 7                 | 1                 | 0                 | 2                    | 2                    | 0                    | 0                    | 6                | 4                | 1                | 0                | 27       | 13     | 2           | 0          |
| V. Schweers      | 15                | 2                 | 0                 | 0                 | 2                    | 0                    | 0                    | 0                    | 6                | 0                | 0                | 0                | 23       | 2      | 0           | 0          |
| D. Škorvánková   | 16                | 1                 | 4                 | 0                 | 4                    | 0                    | 1                    | 0                    | 8                | 2                | 2                | 0                | 28       | 3      | 7           | 0          |
| L. Voňková       | 6                 | 1                 | 0                 | 0                 | -                    | -                    | -                    | -                    | -                | -                | -                | -                | 6        | 1      | 0           | 0          |
| J. Weimar        | 1                 | 0                 | 0                 | 0                 | 1                    | 0                    | 0                    | 0                    | -                | -                | -                | -                | 2        | 0      | 0           | 0          |
| C. Wenninger     | 21                | 1                 | 1                 | 0                 | 4                    | 0                    | 0                    | 0                    | 7                | 0                | 1                | 0                | 32       | 1      | 2           | 0          |
| M. Zinsberger    | 18                | -11               | 0                 | 0                 | 3                    | -1                   | 0                    | 0                    | 6                | -2               | 0                | 0                | 27       | -14    | 0           | 0          |